# Mainchin di Limerick
Mainchin di Limerick, in gaelico Mainchín mac Setnai, in inglese Munchin (... – VI secolo), è stato un vescovo irlandese, e sarebbe stato il fondatore della chiesa di Limerick (Irlanda); è un santo nella tradizione irlandese, acquisendo eminenza speciali come patrono della città di Limerick, ma sia le sue origini sia la data della sua associazione con la città sono oggetto di discussione.

## Agiografia
Si racconta che Mainchín abbia fondato Luimnech (Limerick) quando Ferdomnach, re del Dál Cais, gli concesse terre a Inis Sibtond.
In realtà nessun successore di Mainchín a Limerick è noto prima del XII secolo e quindi la sua esistenza non può essere verificata prima di allora.

## Culto
Nel Martirologio di Donegal, la festa di Mainchín è riportata al 29 dicembre. A Bruree, la sua festa viene celebrata il 2 gennaio; anche il Martirologio Romano riporta al 2 gennaio: A Limerick in Irlanda, san Mainchín, venerato come vescovo.